# 4799 Hirasawa
4799 Hirasawa eller 1989 TC1 är en asteroid i huvudbältet som upptäcktes den 8 oktober 1989 av de båda japanska astronomerna Toshimasa Furuta och Yoshikane Mizuno vid Kani-observatoriet. Den är uppkallad efter den japanske amatörastronomen Yasuo Hirasawa.
Asteroiden har en diameter på ungefär 8 kilometer.